# Окольное (Карагандинская область)
Окольное (каз. Окольное) — село в Осакаровском районе Карагандинской области Казахстана. Входит в состав сельского округа Карагайлы. Код КАТО — 355663400.

## Население
В 1999 году население села составляло 391 человек (184 мужчины и 207 женщин). По данным переписи 2009 года, в селе проживали 373 человека (174 мужчины и 199 женщин).